# Taracticus aciculatus
Taracticus aciculatus là một loài ruồi trong họ Asilidae. Taracticus aciculatus được Pritchard miêu tả năm 1938. Loài này phân bố ở vùng Tân nhiệt đới.